# Torpille K731 White Shark
La torpille K731 White Shark (en coréen : Baek Sang Eo, « Requin blanc », en hangeul : 백상어 어뢰) est une torpille lancée par sous-marin, développée en 2004 par la marine de la république de Corée. La production a été retardée d’un an après qu’une erreur de programme dans le système de guidage a entraîné l’échec de deux essais en 2003. Ce problème a été corrigé lors du développement de la torpille K745 Blue Shark, une variante plus légère. Le coût de production de chaque torpille est d’environ 950 millions de wons coréens (790 000 dollars).
Les sous-marins de classe Dosan Ahn Changho (KSS-III) sud-coréens sont armés de 14 torpilles lourdes K731 Baek Sang Eo de 30 mm, qui sont tirées à travers huit tubes lance-torpilles d’étrave. La torpille K731 Baek Sang Eo / White Shark a, selon des sources ouvertes, une vitesse de plus de 35 nœuds et une portée de 30 km. Elle devrait être remplacée dans la marine de la république de Corée par la torpille lourde Tiger Shark, qui a été dévoilée par LIG Nex1 lors du salon de la défense navale MADEX 2017 à Pusan, en Corée du Sud. Spécialement conçue pour les sous-marins de classe Dosan Ahn Changho (KSS-III) de plus de 4000 tonnes, la Tiger Shark a des spécifications détaillées classifiées, mais sa portée et sa vitesse seront « supérieures à celles de la White Shark » d’après LIG Nex1.